# Průsmyk Stelvio
Průsmyk Stelvio (italsky Passo dello Stelvio, německy Stilfser Joch, též Stilfserjoch) je průsmyk ve skupině Ortles v italských Východních Alpách 200 m od hranice se Švýcarskem. Nachází se v nadmořské výšce 2758 m n. m., jedná se o nejvýše položené silniční sedlo ve Východních Alpách a druhé nejvyšší v Alpách; po jen o několik metrů vyšším Col de l'Iseran (2770 m n. m.).
Průsmykem prochází jedna z etap cyklistického závodu Giro d'Italia.

## Okolí
Průsmyk je vzdálen asi 75 km západně od Bolzana. Okolí průsmyku tvoří od roku 1935 Národní park Stelvio.
Jižně od průsmyku začíná masív Ortles.
Severně od průsmyku se nachází hora (něm.) Dreisprachenspitze (v něm. překladu Vrchol tří jazyků, italsky Cima Garibaldi, rétorománsky Piz da las Trais Linguas, 2843 m). Na tomto vrcholu se potkávají hranice Švýcarska, Lombardie a Provincie Bolzano (býv. Jižního Tyrolska).

## Historie
Původní silnice představující výstup 1871 m byla postavena z rozhodnutí Františka I. v letech 1820-25 Rakouským císařstvím za účelem propojení bývalé rakouské provincie Lombardie s ostatním Rakouskem. Hlavní inženýr byl Carlo Donegani (1775–1845). Od té doby se silnice změnila jen velmi málo. Se svými 60 serpentinami, z toho 48 číslovaných patníky, je výzvou pro motoristy. Stirling Moss zde sjel ze silnice během soustředění veteránů v 90. letech 20. století, přičemž video z této nehody vysílala satelitní televize.
Do konce první světové války průsmykem procházela hranice mezi Rakouskem-Uherskem a Italským královstvím. Švýcarsko udržovalo výspu a hotel (za války zničen) ve výběžku na blízké hoře Dreisprachenspitze. Během první světové války docházelo ke tvrdým bojům mezi Rakušany a Italy v okolním ledu a sněhu tak, že dělostřelecké granáty občas létaly nad švýcarským územím. Všechny tři strany pak podepsaly smlouvu, že se přes území Švýcarska střílet nebude. Poté dělostřelecká palba směřovala z průsmyku směrem dolů, poněvadž švýcarské území bylo na vrcholu a jeho okolí. Po roce 1919, když Jižní Tyrolsko připadlo Itálii, průsmyk strategický význam ztratil.
Průsmyku Stelvio zůstal význam v oblasti sportu. Zprovozněn je od června do září, než přijdou sněhové vánice. Bezpočet cyklistů a motocyklistů se pak potýká s četnými serpentinami, aby si dopřáli kýženého zážitku z výstupu touto alpskou silnicí, která je vyvrcholením každého cyklistického závodu Grand Tour. Cyklistický závod Giro d'Italia většinou prochází průsmykem (poprvé vedla trasa přes průsmyk v roce 1953, když Coppi porazil Kobleta). Každoročně je koncem srpna průsmyk na jeden den uzavřen pro motorová vozidla, aby kolem 8000 cyklistů mohlo vyšlapávat toto sedlo.
Bormio pravidelně hostuje Světový pohár v alpském lyžování; místní sjezdová dráha Pista Stelvio patří k nejnáročnějším mužským disciplínám.
V roce 2008, Moto Guzzi zahájila výrobu modelu Stelvio nazvaném podle věhlasného průsmyku. V roce 2016, Alfa Romeo zahájila výrobu modelu Stelvio taktéž nazvaném podle tohto prusmyku.